# سیارک ۵۰۷۶

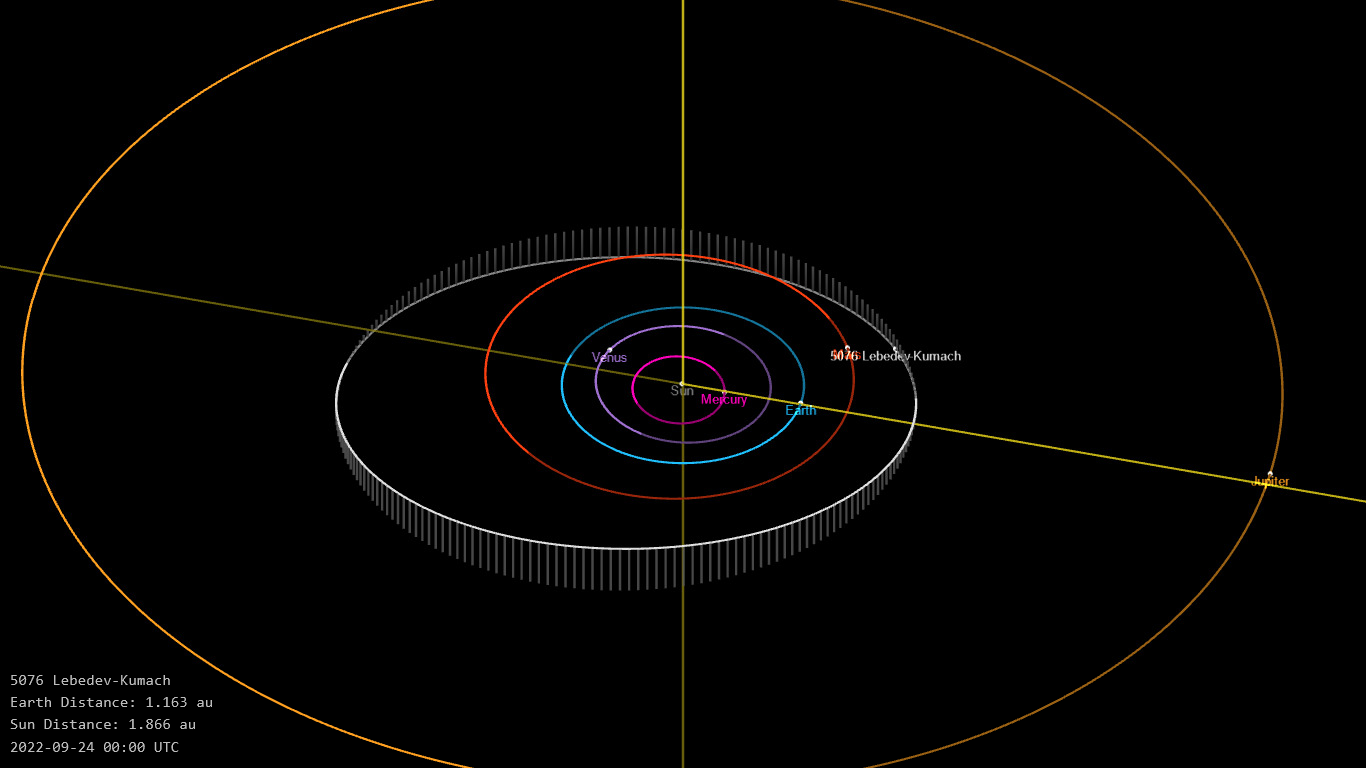
نمایی از محل قرارگیری سیارک ۵۰۷۶ در مدار – ۲۰۲۲

سیارک ۵۰۷۶ (به انگلیسی: 5076 Lebedev-Kumach، نامگذاری:1973SG4) پنج هزار و هفتاد و ششمین سیارک کشف شده‌است که در ۲۶ سپتامبر ۱۹۷۳ کشف شد.
قدر مطلق سیارک برابر ۱۳٫۰۰ است.